# Gordon Hollingshead
Gordon Hollingshead (* 8. Januar 1892 in Garfield, New Jersey; † 8. Juli 1952 in Balboa, Kalifornien) war ein US-amerikanischer Filmproduzent und Regieassistent.

## Leben
Hollingshead begann seine Filmkarriere 1916 als Regieassistent in der Stummfilmära. 1934 erhielt er seinen ersten Oscar als bester Regieassistent des Jahres. Daran anschließend begann er als Filmproduzent zu arbeiten. Bis zu seinem Tod produzierte er insgesamt 174 Filme, darunter hauptsächlich Kurzfilme. Seine letzten drei Kurzfilme wurden 1953 postum veröffentlicht. Er war 16 Mal für den Oscar nominiert, sechs Mal erhielt er die Auszeichnung. An Hollingshead erinnert ein Stern auf dem Hollywood Walk of Fame, 6200 Hollywood Boulevard.
Hollingshead war der Stiefvater der norwegischen Schauspielerinnen Tula Belle und Ebba Mona.

## Filmografie (Auswahl)

### Als Produzent
- 1935: Unter Piratenflagge (Captain Blood)
- 1939: Sons of Liberty (Kurzfilm)
- 1940: Teddy the Rough Rider (Kurzfilm)
- 1941: Forty Boys and a Song (Kurzfilm)
- 1941: The Gay Parisian (Kurzfilm)
- 1942: The United States Marine Band (Kurzfilm)
- 1942: Beyond the Line of Duty (Kurzfilm)
- 1942: A Ship Is Born (Dokumentar-Kurzfilm)
- 1943: Cavalcade of Dance (Kurzfilm)
- 1943: Women at War (Kurzfilm)
- 1944: I Won’t Play! (Kurzfilm)
- 1944: Jammin’ the Blues (Kurzfilm)
- 1945: Story of a Dog (Kurzfilm)
- 1945: Star in the Night (Kurzfilm)
- 1946: A Boy and His Dog (Kurzfilm)
- 1946: Facing Your Danger (Kurzfilm)
- 1946: Smart as a Fox (Kurzfilm)
- 1947: So You Want to Be in Pictures
- 1948: Cinderella Horse
- 1948: Calgary Stampede
- 1948: So You Want to Be on the Radio
- 1949: Snow Carnival
- 1950: My Country ’Tis of Thee
- 1950: Grandad of Races
- 1950: So You Think You’re Not Guilty
- 1950: The Grass Is Always Greener
- 1951: The Seeing Eye
- 1952: Thar She Blows!
- 1953: Desert Killer

### Als Regieassistent
- 1924: Die Nacht des Inferno (Dante’s Inferno)
- 1927: Die letzten Tage von San Francisco (Old San Francisco)
- 1927: Der Jazzsinger (The Jazz Singer)
- 1927: Der Bettelpoet (The Beloved Rogue)
- 1927: Das Galeerenschiff (When a Man Loves)
- 1928: Die Liebe der Betty Patterson (Glorious Betsy)
- 1933: Parade im Rampenlicht (Footlight Parade)
- 1933: Die Hafen-Annie (Tugboat Annie)
- 1933: Die 42. Straße (42nd Street)
- 1933: Der Detektiv und die Spielerin (Private Detective 62)
- 1933: Der Mann mit der Kamera (Picture Snatcher)

## Auszeichnungen
- 1934: Oscar: Bester Regieassistent
- 1944: Oscarnominierungen für Cavalcade of Dance und Women at War
- 1945: Oscar für I Won’t Play!
- 1945: Oscarnominierung für Jammin’ the Blues
- 1946: Oscar für Star in the Night
- 1946: Oscarnominierung für Story of a Dog
- 1947: Oscars für Facing Your Danger und A Boy and His Dog
- 1947: Oscarnominierung für Smart as a Fox
- 1948: Oscarnominierung für So You Want to Be in Pictures
- 1949: Oscarnominierungen für Cinderella Horse, So You Want to Be on the Radio und Calgary Stampede
- 1950: Oscarnominierungen für So You Think You’re Not Guilty, The Grass Is Always Greener und Snow Carnival
- 1951: Oscar für Grandad of Races
- 1951: Oscarnominierung für My Country ’Tis of Thee
- 1952: Oscarnominierung für The Seeing Eye
- 1953: Oscarnominierungen für Desert Killer und Thar She Blows!